# Proechimys kulinae
Proechimys kulinae is een zoogdier uit de familie van de stekelratten (Echimyidae). De wetenschappelijke naam van de soort werd voor het eerst geldig gepubliceerd door da Silva in 1998.

## Voorkomen
De soort komt voor in Brazilië en Peru.